# Dipsas alternans
Espèce
Synonymes
- Leptognathus alternans Fischer, 1885
- Sibynomorphus garbei Amaral, 1923
- Sibynomorphus barbouri Amaral, 1923

Dipsas alternans  est une espèce de serpents de la famille des Dipsadidae.

## Répartition
Cette espèce est endémique du Brésil. Elle se rencontre de l'Espírito Santo au Rio Grande do Sul.

## Publication originale
- Fischer, 1885 : Ichthyologische und herpetologische Bemerkungen. V. Herpetologische Bemerkungen. Jahrbuch der Hamburgischen Wissenschaftlichen Anstalten, vol. 2, p. 82-121 (texte intégral).